# Thrust2

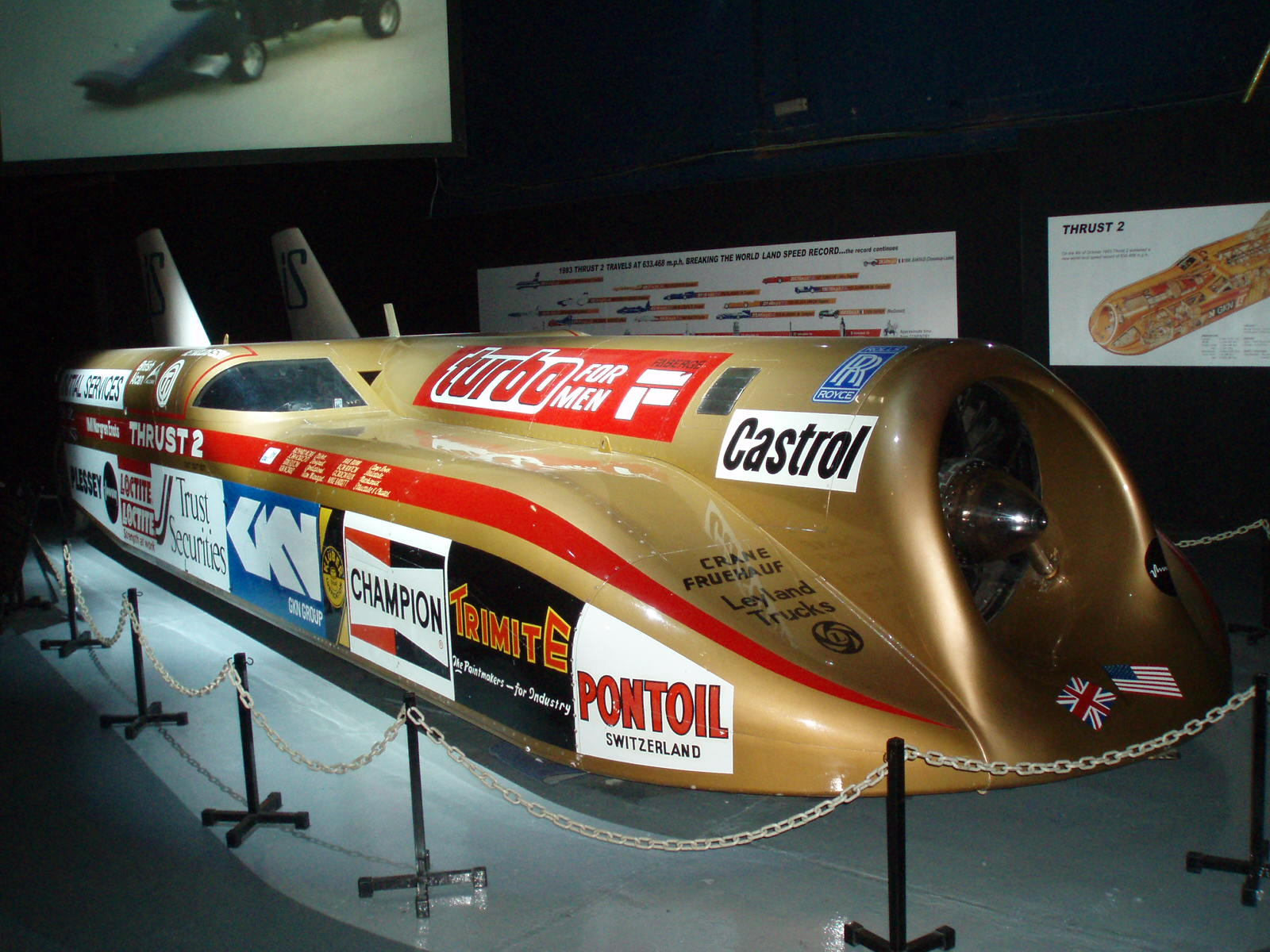
Thrust2 a Coventry Transport Museum-ban

A Thrust2 egy brit tervezésű és építésű, sugárhajtású autó. Az 1970-es évek végén John Ackroyd és Richard Noble irányításával megépített jármű azzal a céllal jött létre, hogy segítségével megdöntsék az autók szárazföldi sebességi rekordját, amelyet 1970. október 23. óta egy Blue Flame nevű rakétahajtású autó tartott.
Richard Noble 1974-ben jutott el oda, hogy megvalósítsa gyerekkori álmát és épít egy olyan autót amellyel a leggyorsabb lehet a világon. A Thrust1 1977-re készült el, de soha sem jutott túl a próbákon. A Brit Királyi Légierő fairfordi bázisán tartott egyik teszt során az autó darabokra tört és a projekt megfeneklett.
Noble nem keseredett el, szinte azonnal nekilátott a Thrust2 fejlesztésének. John Ackroyd elképzelései szerint egy Lightning vadászgépből származó Rolls-Royce Avon 302 sugárhajtómű köré építették az új "szörnyeteget", amely 56 kN száraz és 73 kN utánégetős tolóerővel rendelkezett. A jármű 1980-ra lett bevethető és az elkövetkező néhány évben számtalanszor megkísérelték vele a rekord megjavítását. A Utah állambeli Bonneville sóstó kiszáradt medrében az időjárás rendre alkalmatlan volt, ezért 1983-ban új helyszín után néztek. Végül a választásuk a Nevada állam beli Black Rock sivatagra esett. A sikeres őszi kísérletek után végül az október 4-én elért 1019,468 km/h (633,468 mph) átlagsebesség lett az új rekord, miközben a kocsi abszolút csúcssebessége elérte az 1047,5 km/h-t.
Az új csúcs az egyik leghosszabb ideig élő rekord lett. Megdöntése ismét Richard Noble nevéhez fűződik, aki 1997-ben ThrustSSC nevű autójával – Andy Green vadászpilótával a fedélzetén - már egyenesen a hangsebességet célozta meg, sikeresen.
Amikor Noble 1991-ben 90 000 fontért eladásra kínálta a Thrust2-t, komoly pénzgyűjtési kampány indult Angliában azért, hogy a nemzet kincsének tartott jármű mindenféleképpen brit tulajdonban maradjon. A művelet sikeres volt, így ma Noble mindkét sebességrekorder járműve megtekinthető az angliai Coventry Transport Museumban.

## Külső hivatkozások
- Ötrészes dokumentumfilm a Thrust2-ről (angol)
- Rekordtörők (magyar)
- Autós gyorsasági világcsúcsok története (magyar)